# Липове (Мядельський район)
Липове (біл. вёска Ліпава) — село в складі Мядельського району Мінської області, Білорусь. Село підпорядковане Мядзельській сільській раді, розташоване в північній частині області.